# ラバーン・コックス
ラバーン・コックス または ラヴァーン・コックス（Laverne Cox）は、アメリカの女優、テレビスター、テレビプロデューサー。LGBTの擁護を主唱するセレブリティーのひとり。
Netflixテレビシリーズの『オレンジ・イズ・ニュー・ブラック』で知られる。
彼女はトランスジェンダー女性であることを公表している。公表しているトランスジェンダーの役者としてテレビ界のアカデミー賞である「エミー賞」にノミネートされた初めての人物で、これは制作スタッフに対する賞も含めると、1990年に作曲家・音楽家のアンジェラ・モーリーがノミネートされて以来となった。2015年には、『Laverne Cox Presents: The T Word』のプロデユーサーとしてデイタイム・エミー賞を受賞した。
トランスジェンダーを公表した人物としての初の功績としては、2014年9月にはTime誌の表紙を飾り、2015年にはマダムタッソー蝋人形館で蝋人形を飾られた。
VH1の番組『I Want to Work for Diddy』シーズン1の出場者、同じくVH1の番組『TRANSform Me』の制作・共同ホストとしても知られている。2014年4月、トランスジェンダー社会の代弁者としての働きに対してステファン・F・コルザック賞がGLAADにより授与された。

## 主な出演
- 『オレンジ・イズ・ニュー・ブラック』 Orange Is the New Black (2013-) - ソフィア・バーセット
- 『愛しのグランマ』 Grandma (2015) - デシー
- 『ウィアード・シティ』 Weird City (2019) - リキア
- 『エマの秘密に恋したら』 Can You Keep a Secret? (2019) - シビル
- 『プロミシング・ヤング・ウーマン』 Promising Young Woman (2020) - ゲイル
- 『バッド・ヘアー』 Bad Hair  (2020) - ヴァージー